# Punchline – Der Knalleffekt
Punchline – Der Knalleffekt (Originaltitel: Punchline) ist eine US-amerikanische Filmkomödie des Regisseurs David Seltzer aus dem Jahr 1988. Seltzer schrieb auch das Drehbuch. Tom Hanks und Sally Field spielen die Hauptrollen.

## Handlung
Steven Gold ist Medizinstudent, der mit Stand-up-Comedy nebenbei Geld verdient und von einer Karriere in diesem Bereich träumt. Als Student ist er miserabel, als Komödiant talentiert. Unter Druck bricht er jedoch zusammen. Lilah ist eine frustrierte Ehefrau, die ebenfalls ein Talent für Stand-up-Comedy besitzt.
Steven steht innerhalb seiner Familie unter Druck, denn Vater und Bruder sind beide Mediziner. Lilah kauft Witze von ihrem Ersparten und trainiert ihre Begabung. Steven trainiert Lilah und bringt ihr bei, Witze aus ihrem Alltagsleben zu erzählen. Sie entwickelt dafür ein Talent. Zwischen den beiden entwickelt sich eine Freundschaft.
Steven verliebt sich in Lilah, was diese jedoch nicht erwidert. Bei einem Wettbewerb treten mehrere Komödianten gegeneinander an. Auch Lilah und Steven gehören zu den Kandidaten. Lilahs Ehemann ist von seiner Frau begeistert und beide verlassen glücklich nach ihrem Auftritt die Gaststätte. Steven, der Liebeskummer wegen Lilah hat, gewinnt den Wettbewerb. Ihm winkt ein Vertrag bei einem Fernsehsender.

## Produktion
David Seltzer schrieb 1979 den ersten Entwurf für Punchline. 1986 hatte Produzent Daniel Melnick das Drehbuch für Punchline in einem Safe der Columbia Pictures neben zwölf anderen Drehbüchern entdeckt. Das Drehbuch wurde als toxisch angesehen, weil es keinem richtigen Genre zugeordnet werden konnte. Es gab schließlich die Genehmigung, es mit einem Budget von 8 Millionen Dollar und ohne Stars zu verfilmen. Hanks selbst trainierte Auftritte in echten Clubs.

## Rezeption
Basierend auf der Auswertung von 20 Kritiken weist Rotten Tomatoes Stand Oktober 2024 eine Positivquote von 60 Prozent aus. Variety lobte Tom Hanks’ Schauspiel. Die Washington Post bemängelte, dass der Film von Comedy handele, ohne selbst lustig zu sein.

## Auszeichnungen
- 1988: Los Angeles Film Critics Association Award: Bester Darsteller für Tom Hanks (auch für Big)